# (12219) Grigorʹev
(12219) Grigorʹev est un astéroïde de la ceinture principale.

## Description
(12219) Grigorʹev est un astéroïde de la ceinture principale. Il fut découvert le 19 septembre 1982 à Nauchnyj par Lioudmila Tchernykh. Il présente une orbite caractérisée par un demi-grand axe de 2,23 UA, une excentricité de 0,18 et une inclinaison de 3,3° par rapport à l'écliptique.

## Compléments